# Kibisy
Kibisy (deutsch Kybissen, 1938 bis 1945 Kibissen) ist ein kleiner Ort in der polnischen Woiwodschaft Ermland-Masuren, der zur Gmina Prostki (Landgemeinde Prostken) im Powiat Ełcki (Kreis Lyck) gehört.

## Geographische Lage
Kibisy liegt im südlichen Osten der Woiwodschaft Ermland-Masuren, 34 Kilometer nordöstlich der einstigen Kreisstadt Johannisburg (polnisch Pisz) und 15 Kilometer südwestlich der heutigen Kreismetropole Ełk (deutsch Lyck).

## Geschichte
Das nach 1579 Kibischen, nach 1785 Kibbissen und bis 1938 Kybissen genannte kleine Dorf wurde 1511 gegründet und bestand aus mehreren kleinen Höfen und Gehöften. 
Von 1874 bis 1945 war es in den  Amtsbezirk Großrosen eingegliedert.
Im Jahr 1910 waren in Kybissen 72 Einwohner registriert. Ihre Zahl verringerte sich bis 1933 auf 64. Am 3. Juni (amtlich bestätigt am 16. Juli) des Jahres 1938 wurde die Schreibweise von Kybissen in „Kibissen“ geändert. Die Einwohnerzahl belief sich 1939 auf noch 57.
Aufgrund der Bestimmungen des Versailler Vertrags stimmte die Bevölkerung im Abstimmungsgebiet Allenstein, zu dem Kybissen gehörte, am 11. Juli 1920 über die weitere staatliche Zugehörigkeit zu Ostpreußen (und damit zu Deutschland) oder den Anschluss an Polen ab. In Kybissen stimmten 40 Einwohner für den Verbleib bei Ostpreußen, auf Polen entfiel keine Stimme.
1945 kam der Ort in Kriegsfolge mit dem gesamten südlichen Ostpreußen zu Polen und trägt seither die polnische Namensform „Kibisy“. Der Ort ist heute zusammen mit dem Nachbarort Ciernie (Czernien, 1938 bis 1945 Dornberg) in das Schulzenamt (polnisch Sołectwo) Dybowo (Dybowen, 1938 bis 1945 Diebau) einbezogen und somit eine Ortschaft im Verbund der Landgemeinde Prostki (Prostken) im Powiat Ełcki (Kreis Lyck), bis 1998 der Woiwodschaft Suwałki, seither der Woiwodschaft Ermland-Masuren zugehörig.

## Religionen
Vor 1945 war Kybissen in die evangelische Kirche Groß Rosinsko in der Kirchenprovinz Ostpreußen der Kirche der Altpreußischen Union sowie in die römisch-katholische Kirche in Johannisburg (polnisch Pisz) im Bistum Ermland eingepfarrt.
Heute gehört Kibisy katholischerseits zur Pfarrei in Rożyńsk Wielki im Bistum Ełk der Römisch-katholischen Kirche in Polen. Die evangelischen Einwohner halten sich zu den Kirchen in Biała Piska (Bialla, 1938 bis 1945 Gehlenburg) bzw. Ełk (Lyck), beides Filialkirchen der Pfarrei in Pisz (Johannisburg) in der Diözese Masuren der Evangelisch-Augsburgischen Kirche in Polen.

## Verkehr
Kibisy liegt abseits des allgemeinen Verkehrsgeschehens und ist nur über Landwege zu erreichen, die von Dybowo (Dybowen, 1938 bis 1945 Diebau) bzw. von Długochorzele (Langsee) aus in den Ort führen.